# 대흘초등학교
대흘초등학교는 대한민국 제주특별자치도 제주시 조천읍 대흘리에 있는 공립 초등학교이다.

## 학교 연혁
- 1938년 8월 1일 대흘공동성당 설립
- 1941년 6월 16일 대흘간이학교로 인가
- 1943년 9월 1일 대흘공립국민학교로 변경
- 1948년 12월 10일 4·3사건으로 폐교
- 1957년 4월 6일 조천국민학교 대흘분교장 설치
- 1962년 10월 16일 대흘국민학교 설립 인가
- 1962년 11월 9일 대흘국민학교로 승격
- 1984년 3월 15일 대흘국민학교 병설유치원 개교
- 1996년 3월 1일 대흘초등학교로 변경
- 2023년 3월 1일 학교에 다시 다니기 시작

## 참고 자료
- 대흘초등학교 - 한국교육학술정보원 학교알리미